# Domingos Simões Pereira
Pour les articles homonymes, voir Simões (homonymie) et Pereira.
Domingos Simões Pereira,  né le 20 octobre 1963 à Farim (Guinée-Bissau), est un homme d'État bissau-guinéen, président du Parti africain pour l'indépendance de la Guinée et du Cap-Vert. Il est Premier ministre du 4 juillet 2014 au 20 août 2015.

## Biographie

### Formation
Diplômé en génie civil et industriel à Odessa, en Ukraine, il obtient ensuite un Master of Science en génie civil à l'université d'État de Californie à Fresno aux États-Unis, puis un doctorat en science politique à l'Université catholique portugaise de Lisbonne.

### Carrière politique

#### Responsabilités militantes
De 2008 à 2012, il est secrétaire exécutif de la Communauté des pays de langue portugaise (CPLP). Au cours de son mandat, il s'investit pour développer le partenariat avec la société civile, ainsi que la culture de son pays au sein de l'organisation, contribuant également à la démocratisation des États membres.
Le 9 février 2014, Domingos Simões Pereira est élu président du Parti africain pour l'indépendance de la Guinée et du Cap-Vert (PAIGC).

#### Premier ministre
Il se porte candidat à la direction du gouvernement de Guinée-Bissau à la suite de la victoire de José Mário Vaz à l'élection présidentielle de 2014. Le 4 juillet suivant, celui-ci le nomme Premier ministre. À la suite de dissensions entre les deux hommes, il est révoqué de ses fonctions le 12 août 2015 et remplacé par Baciro Djá.

#### Élections législatives de 2019
Après les élections législatives bissau-guinéennes de 2019, Vaz refuse de nommer Domingos Simões Pereira au poste de Premier ministre. Le 22 juin, à la veille de la fin de son mandat, il reconduit le Premier ministre sortant Aristides Gomes.

#### Élection présidentielle de 2019
Simões Pereira est candidat à l'élection présidentielle bissau-guinéenne de 2019. Il arrive en tête du premier tour, devant Umaro Sissoco Embaló. Celui-ci l'emporte finalement au second tour. Pereira conteste cependant les résultats auprès de la Cour suprême, sans avoir toutefois déposé de réclamation auprès de la commission électorale. Celle-ci doit s'exprimer dans les sept jours. Le recours est rejeté le 13 janvier pour ce vice de forme. Le 17 janvier, peu après la confirmation des résultats par la commission électorale, la Cour suprême appelle à une recomptage des voix. Le 21 janvier, elle appelle à une vérification. La commission électorale a de nouveau donné, le 4 février, Umaro Sissoco Embaló vainqueur du scrutin, après une vérification des procès-verbaux du second tour demandée par la Communauté économique des États d'Afrique de l'Ouest (CEDEAO) pour tenter de sortir le pays de l'impasse politique. Le 9 février, la CEDEAO donne à la Cour suprême jusqu'au 15 février pour trancher de la question. Le 14 février, la Cour suprême rejette la demande du PAIGC d'annuler le second tour. Par ailleurs, rejetant la médiation de la CEDEAO, celle-ci appelle de nouveau la commission électorale à vérifier les procès-verbaux. L'investiture d'Embaló, approuvée par une partie des députés, a lieu le 27 février à 11 heures du matin à Bissau, dans un hôtel. Celui-ci prend ses fonctions en présence du président sortant Vaz, du premier vice-président de l'Assemblée Nuno Nabiam, et des députés membres du Parti du renouveau social et du Mouvement pour l'alternance démocratique G-15. Le 23 avril, Embaló est reconnu par la CEDEAO, qui lui demande cependant de nommer un nouveau Premier ministre d'ici le 22 mai. L'organisation préconise également une réforme de la constitution dans les six mois, alors qu'Embaló évoque des législatives anticipées.
En exil au Portugal depuis février 2020, un mandat d'arrêt international est lancé à son encontre en décembre 2020 pour détournement de fonds.

#### Président de l'Assemblée nationale populaire
Les élections législatives bissau-guinéennes de 2023 sont remportées par la coalition de la Plateforme de l'alliance inclusive-Terra Ranka (PAI-Terra Ranka) menée par le PAIGC qui arrive en tête et décroche la majorité absolue des sièges. Le Mouvement pour l'alternance démocratique G-15 (Madem G15) du président Umaro Sissoco Embaló arrive loin derrière en deuxième position. Le Madem G15 aurait souffert des luttes internes au parti ainsi que de l'incapacité du président à résoudre la chute des prix dans le secteur de la noix de cajou, dont la population tire une large part de ses revenus,.
Le 28 juillet, il est élu président de l'Assemblée nationale populaire. Geraldo Martins est nommé Premier ministre le 7 août.
Dans la nuit du 30 novembre au 1er décembre 2023, de nombreux troubles éclatent entre l'armée et des forces de sécurité qui font deux morts, troubles qualifiés de « tentative de coup d'État » par le président Embaló après son retour de la COP28 le 2 décembre 2023. En réponse, il dissout le parlement le 4 décembre 2023.